# 相澤舞
相澤舞（日语：／ Aizawa Mai，1980年8月21日—），日本女性配音員、歌手、旁白。出身於東京都。身高145cm。A型血。
青二Production所屬，青二塾東京校第24期畢業。

## 來歷
從小時候就對配音相當有興趣。高中畢業後在一般公司當OL有一段時間，卻因上班的公司破產而失業。然後在考慮將來的出路時，選擇了兒時當配音員的夢想，決定進入聲優學校青二塾就學，之後以第24期畢業生加入現在從屬的經紀公司青二Production。
2004年以電視動畫《魔法老師！》中的村上夏美一角出道。2006年起從不間斷的從事電台DJ的工作。2009年電視動畫《仰望天空的少女瞳中的世界》中的日高夢見第一次獲得聲主演。同年在另一部電視動畫《古墳GAL的柯菲 校園生活》主角柯菲獻聲之後，經常參演動畫公司蛙男商會（現在改名為DLE）的作品。
2012年5月9日以歌手身份加盟大型唱片公司Victor Entertainment，並發行自己的個人第一張數位單曲「只想告訴你」。從此以後，與配音事業並肩而行。

## 人物
暱稱有。
身型嬌小，只有145cm。為了有熟女的樣子，常穿成熟的服裝和高跟鞋。只是在配音出道作《魔法老師！》裡，工作人員把麥克風架高度調得比她的身高還要高，因此在意了一段時間。另外根據本人表示完全沒有運動神經，譬如到2006年為止還完全不會騎自行車、初中時期隸屬於羽毛球社在雙打時也曾經打到前方隊友的頭。因此，相澤把這些經歷全都在動畫《日常》當作捏他使用。
很喜歡貓。因此家裡有養貓，一隻叫「紅豆」、另一隻叫「塔比」，有時候還會跟流浪貓遊玩，這在她的部落格和Twitter經常出現。喜歡的食物是棉花糖和香菜，有一次在行程時曾經點過特大號的。
喜歡的動畫有《絶對無敵雷神王》、《超時空要塞7》、《新世紀福音戰士》、《頭文字D》及《SD鋼彈外傳》等等，因此對這些都有描寫和機械相關動畫有廣泛的喜愛和知識。
國中時期開始對花粉症過敏。成為聲優之後，在業界同行杉田智和建議之下開始使用漢方藥，並在2008年起定期接受雷射治療。
興趣、特長：料理。

## 逸事
在廣播劇CD《美少女忍者Shining Girl！》裡，相澤她曾經一個人飾演三個角色。然而在錄音室進行錄音時，曾有被工作人員用「擅長紅丸和雙胞胎的」作稱呼、而對工作人員回覆說不要用這樣子稱呼她的逸事。還有，相澤因能分辨角色的性格，因此被著者天麻灯以「不是一般人能作到的」作為對相澤的評價。
2007年遊戲《超級機器人大戰OG ORIGINAL GENERATIONS》中，相澤的名字曾在工作人員中的特別感謝出現。
在2010年播出電視動畫《超級機械人大戰OG -The Inspector-》裡，相澤聲演的女角「澤阿月」，是以自身為原形而登場的原創角色，然後再用愛貓的名字為角色命名。此外該角色的胸圍大小是由本人決定的。
投入配音之前曾在國內大型汽車用品連鎖店AUTOBACS打工，因此對機油的種類有所了解，這在她現在所屬經紀公司網站的語音樣本有提到。

## 演出
粗體字表示主要角色。

### 電視動畫
2005年
- AIR（女孩）
- 鼻毛真拳（コパッチ）
- 魔法老師！（村上夏美）
- 森林爺爺與森林小子（日语：愛知万博のマスメディア#アニメ）（長尾林鴞、狐狸小姐）

2006年
- ARIA The NATURAL[[[Wikipedia:格式手册/链接#章節|錨點失效]]]（溫蒂妮）
- 魔法老師!?（村上夏美）[注 1]
- 夢使者（如月真由美）
- 熱拳本色 日美決戰篇（凱莎琳）

2007年
- CLANNAD（仁科理惠）
- 鬼太郎 (第5作)（小孩）
- 電腦線圈（葦原觀奈）
- 幸運☆星（峰岸綾乃[12]）
- 悲慘世界 少女珂賽特（女孩子）

2008年
- 食靈 -零-（神宮寺菖蒲[13]）
- 獸神演武 -HERO TALES-（貂雛）
- 旁邊的兒童 我的火腿組（日语：はたらキッズ マイハム組）（莉莉）
- 十字架與吸血鬼（學生）

2009年
- 動物偵探奇魯米（小猴子）
- KIDDY GiRL-AND（艾莉莎、少女）
- CLANNAD ～AFTER STORY～（仁科理惠）
- 戀愛班長（南麻亞沙）
- 古墳GAL的柯菲 校園生活（日语：古墳GALのコフィー）（柯菲（日语：古墳GALのコフィー#主な登場キャラクター）〈第2代〉、桃樂絲之外的女性角色）
- 仰望天空的少女瞳中的世界（日高夢見）

2010年
- 玩伴貓耳娘（大城艾莉莎）
- 怪談餐館（純子）
- 超級機械人大戰OG -The Inspector-（澤阿月）
- 七龍珠改（那美克星小孩）
- 鋼之鍊金術師 FULLMETAL ALCHEMIST（接待員）
- 神奇寶貝超級願望（白露的泡沫栗鼠）
- 熱拳本色 影道編（凱薩琳）

2011年
- 激戰！彈珠人（蠍宮朱紋）
- 汐留攜帶電視（日语：ユルアニ?）（人柱京子、淺野、良知消費、小日向、冰川冷子、女性客、女性跑者）
- SKET DANCE（倉本步）
- 麵包超人（積木王子）
- 紙箱戰機（女性接線員、學生）
- 日常（長野原美緒[14]）
- 未來日記（雨流美彌彌〈9th〉）
- 熱拳本色 世界大會篇（凱薩琳）

2012年
- 光明之心 ～幸福的麵包～（妮莉絲·菲林姆[15]）
- Dumomo & Nupepe（日语：ズモモとヌペペ）（Nupepe）
- 鷹之爪NEO（日语：秘密結社鷹の爪）（桃太郎）

2013年
- 寶石寵物 Happiness（華山露露卡[16]、電視旁白）
- ONE PIECE（肯塔羅斯、小孩、銀古）

2014年
- 電器街的漫畫店（相機子[17]）
- 東京ESP（黑井小節[18]）

2015年
- 影鳄 -KAGEWANI-（黑田美嘉、廣播、實、女性、客室乘務員）
- 櫻桃小丸子 (第2期)（のりちゃん）

2016年
- 聖潔天使（Dr.米哈伊爾[19]）

2017年
- The SNACK WORLD（日语：スナックワールド）（芬聶、仙杜瑞拉）
- 雛邏輯 ～來自幸運邏輯～（神樂靜葉[20]）
- 悠久持有者！ ～魔法老師！2～（村上夏美）

2018年
- 擅長捉弄人的高木同學（美術老師）
- 鬼太郎 (第6作)（彌生[21]）

2019年
- KIRA KIRA HAPPY★ 打開吧！見習神仙精靈（瑪伊）

2020年
- 盡量加油吧！魔法少女胡桃（溫州愛媛柑橘、女學生A）

2022年
- 數碼寶貝幽靈遊戲（菅原美織）

2025年
- CITY THE ANIMATION（長野原大介）

### 電影動畫
2009年
- 天上人與亞克托人最後的戰鬥（日高夢見）

2010年
- （柯菲（日语：古墳GALのコフィー#主な登場キャラクター）〈第2代〉、旁白）
- 涼宮春日的消失（阪中佳實[22]）

2011年
- 劇場版 魔法老師！ ANIME FINAL（村上夏美）

### OVA
2006年
- 魔法老師！春（村上夏美）
- 魔法老師！夏（村上夏美）

2008年
- 魔法老師！ ～白之翼 ALA ALBA～（村上夏美）
- 軟綿綿三國志突刺吧！小呂布子（小孩）
- 幸運☆星OVA（原創視覺動畫）（峰岸綾乃）

2009年
- 魔法老師！ 另一個世界（村上夏美）

2010年
- 未來日記 試看版DVD（雨流美彌彌）

2011年
- （大城艾莉莎）
- 日常「日常的0話」（長野原美緒）

2012年
- 曖昧！萌can change！（日语：萌えCanちぇんじ!）（萌木杏奈[23]）
- 魯邦ShanShee

### 網路動畫
2010年
- 去工作！吉田君（柊敏江）

2011年
- 居住於埼玉縣的富山理，33歳，無業（尼特族）。 ～FUJILOG入門篇～（日语：フジログ#Web配信版）（野口美惠子）

2012年
- 鷹之爪.jp（日语：秘密結社鷹の爪）（柊敏江）

2014年
- 頻道5.5（日语：チャンネル5.5）（澤渡弘子[24]、畢羅山田）

2017年
- （溫州愛媛橘子）

2020年
- 我回來了！小哥吉拉（日语：ちびゴジラ）（聰美[25]）

### 遊戲
2005年
- 白銀鳥籠（日语：しろがねの鳥籠）（凱緹）
- 新紀幻想 新紀幻想 聖魔之魂II（日语：スペクトラルソウルズ）（巴妮拉、蘿絲布拉德）
- 魔法老師！第1堂課 這個小孩子老師是魔法使！（村上夏美）
- 魔法老師！第2堂課 戰鬥吧少女們！麻帆良大運動會特輯（村上夏美）

2006年
- CLANNAD（仁科理惠）
- 自律機動戰車飯綱（日语：自律機動戦車イヅナ）（朝倉晶乃）
- 魔法老師!? 第3堂課 戀愛和魔法和世界樹傳說（村上夏美）
- 魔法老師！課外活動 少女們心動的海灘風情（村上夏美）
- 符文工廠 -新牧場物語-（拉碧絲）

2007年
- 魔法老師!? 超麻帆良大戰2 CHECK IN 溫泉全員集合！（村上夏美）
- 魔法老師!? （村上夏美）
- VitaminX（日语：VitaminX）（櫻橋芙巳）
- 幸運☆星之森（峰岸綾乃）
- Wonderland ONLINE -暗黑之禁術-（瑞秋、疾風）

2008年
- 超級機器人大戰Z（梅兒·彼特）
- 幸運☆星 ～陵櫻學園櫻藤祭～（峰岸綾乃）
- 符文工廠 未知大地（日语：ルーンファクトリー フロンティア）（拉碧絲）

2009年
- Another Time Another Leaf 鏡中的偵探（日语：Another Time Another Leaf 鏡の中の探偵）（和泉心）
- BLOOD of BAHAMUT（日语：ブラッド オブ バハムート）（Yui）[注 2]
- 幸運☆星 網路偶像名師（峰岸綾乃）
- 人中之龍3（泉）

2010年
- Another Century's Episode:R
- Angelic Crest（克絲卡）
- 幻想水滸傳 黃道之輪（日语：幻想水滸伝ティアクライス）（呂基亞）
- 旋光輪舞 Dis-United Order（日语：旋光の輪舞DUO）
- 戰場女武神2 加利亞王立士官學校（瑪莉歐·吉克巴恩、維琪·貝緹亞）

2011年
- 紙箱戰機（接線員A）
- 時空幻境 世界傳奇 光明神話3（日语：テイルズ オブ ザ ワールド レディアント マイソロジー3）（英雄的配音[26]）
- 日常〈宇宙人〉（長野原美緒[27]）

2012年
- 光明之刃（妮莉絲[28]）
- 第2次超級機器人大戰OG（澤阿月）
- 第2次超級機器人大戰Z 再世篇（梅兒·彼特）
- 那由多之軌跡（奈梅亞斯[29]）
- 勇氣默示錄：Flying Fairy（伊蒂雅·李[30]）
- 勇氣默示錄：Praying Brage（風之巫女 伊蒂雅·李·歐布莉潔）
- 未來日記 第13位日記持有者 RE: WRITE（雨流美彌彌[31]）
- 迷宮塔路：遺跡之星（日语：迷宮塔路レガシスタ）（迷宫小姐[32]）
- 雷頓教授VS逆轉裁判（奧莉芙·奧爾丹特）

2013年
- 聖潔天使 ～第2風紀委員 少女戰鬥～（Dr.米哈伊爾[33]）
- Unlight（艾茵）
- 英雄傳說 閃之軌跡（瑟蕾奴[34]、賽德里克皇太子）
- 機裝獵兵EX（索菲亞·皮薩羅[35][36]）
- 光明之舟（紗音[37]、鋼鱗丸[38]）
- STORM LOVER 2nd（九野乃木圓[39]）
- Tiara Concerto（人類〈女性〉的配音[40]）
- DEAD OR ALIVE 5 ULTIMATE：ARCADE（瑪麗·蘿絲[41]）
- 勇氣默示錄：For the Sequel（伊蒂雅·李）

2014年
- 英雄傳說 閃之軌跡II（瑟蕾奴[42]）
- 鬼武者Soul（日语：鬼武者Soul）（柯菲（日语：古墳GALのコフィー#主な登場キャラクター）[43]）
- CV ～CASTING VOICE～（日语：CV 〜キャスティングボイス〜）（八尾伊月[44]）
- 激鬥學園（照相子[45]）
- 公主大暴走（莉莉艾塔、費里歐絲[46]）

2015年
- 家電少女（日语：家電少女）（SC-3000[47]）
- 動物朋友（三趾馬[48] 等）
- 第3次超級機器人大戰Z 天獄篇（梅兒·彼特）
- 第3次超級機器人大戰Z 連獄篇（梅兒·彼特）
- DEAD OR ALIVE 5 LAST ROUND（瑪麗·蘿絲[49]）
- Bravely Second（伊蒂雅·李[50]）

2016年
- 神域召喚（日语：ヴァルキリーコネクト）（伊登[51]）
- 超級機器人大戰OG THE MOON DWELLERS（澤阿月）
- DEAD OR ALIVE Xtreme 3（瑪麗·蘿絲[52]）
- 鎖鏈戰記V ～絆之新大陸～（SC-3000[53]）
- 魔物娘☆後宮（黃粉[54]）

2017年
- 英雄傳說 閃之軌跡III（瑟蕾奴[55]）
- 碧藍幻想（[56]）
- 超級機器人大戰X-Ω（日语：スーパーロボット大戦X-Ω）（卡特琳娜·康帕尼[57]）
- 超級機器人大戰V
- 閃亂神樂 PEACH BEACH SPLASH（瑪麗·蘿絲[58]）[注 3]
- 無雙☆群星大會串（瑪麗·蘿絲[59]）
- 失落領域（日语：LOST SPHEAR）（謝拉[60]）
- DEAD OR ALIVE Xtreme Venus Vacation（日语：デッド オア アライブ エクストリーム ヴィーナス バケーション）（瑪麗·蘿絲[61]）

2018年
- Negimate! UQ HOLDER! ～魔法老師！2～（村上夏美）
- 超級機器人大戰X
- 八方旅人

2019年
- DEAD OR ALIVE 6（瑪麗·蘿絲[62]）
- 超級機器人大戰T（梅莉露·史帕那[63]）

2020年
- 東方咒術泡泡（蓬萊山輝夜[64]）
- 異度神劍 終極版（寧寧）
- 英雄傳說 創之軌跡（瑟蕾奴[65]）

2021年
- 拳皇全明星（瑪麗·蘿絲）
- 超級機器人大戰30（雅茲·聖克勞斯）

### 柏青哥
- CR湘南爆走族（2006年，嶋田）
- CR魔法老師！（2017年，村上夏美[66]）

### 應用程式
- 美聲時鐘（日语：BIJIN&Co.）

### 廣播劇CD
2004年
- 撲殺天使朵庫蘿（水上靜希）
- 魔法老師！班上學生聲優系列 3月：文化社4人組（村上夏美）

2006年
- 魔法老師！Vol.1（村上夏美）

2007年
- 廣播劇CD CLANNAD Vol.1 古河渚（仁科理惠）
- J （楓葉·糖漿）
- 魔法老師!? Vol.1、2（村上夏美）

2008年
- （薩妮）
- （村上夏美）
- 幸運☆星 廣播劇CD（Drama Complete Disk）（峰岸綾乃）

2009年
- 純愛特攻隊長！1（日语：純愛特攻隊長!）（星井真樹）

2011年
- （長野原美緒）

2012年
- 殘念女忍者傳（日语：残念くのいち伝）（羽鳥葵）

2013年
- 電器街的漫畫店 ～馬之骨的人們～（相機子[67]）
- 勇氣默示錄 廣播劇CD ～祝祭～（伊蒂雅·李）

2014年
- 宮河家的空腹 廣播劇CD 陵櫻學園高等學校文化祭會產生大恐慌的可能（峰岸綾乃）

2015年
- Sega硬件女孩 廣播劇CD「偶像試鏡」（SC-3000[68]）

### 旁白
- 角川書店 月刊少年Ace電視廣告
- 角川書店 4格nano Ace（日语：4コマnanoエース）電視廣告
- 通.com 卡普空莊 ～小～
- 樂蘭 MUSIC CREATOR 6 製品介紹影片旁白
- mama ～美力選手～（NHK）
- 欺凌KO（NHK）
- 音之素（日语：音の素）（讀賣電視台製作、日本電視網：2009年）
- 真實青春（日语：青春リアル）（旁白，NHK：2009年4月－2013年3月）
- 看清世界！電視特搜部（日语：世界まる見え!テレビ特捜部）（日本電視台：2009年7月6日[69] ）
- （NHK：2011年6月－）
- 心跳趣味！來畫簡單又可愛的寵物吧！（NHK教育：2015年4月－5月）

### 廣播

#### 廣播節目
※記號表示說明網路廣播。
- V-Kingdom（日语：V-Kingdom）（2006年、2007年，大阪電台）
- （（2006年－2007年，秋葉原系BB頻道）※
- 超級機器人OG網路電台 UMASUGI WAVE（日语：スパロボOGネットラジオ うますぎWAVE）（2007年－現在，Lantis web radio（日语：ランティスウェブラジオ））※
- Shining Girl電台 小町的茶會物語（日语：シャイニンガールれいでぃお 小町の茶飲み話）（2007年－2009年）※
- Wonder Radio（2008年，音泉）※
- 仰望天空電台（2009年，Lantis web radio）※
- 日常的電台 時定高校篇（2011年，《日常》電視動畫官方網站、Lantis web radio）※
- 我接收到你的思念了！ ～真實青春 番外篇～（日语：青春リアル#君の思いを受け止めた!〜青春リアル・スピンオフ〜）（2011年－2012年，NHK-FM放送）
- 相澤舞與加藤英美里的Yes！萌喜屋～武！（日语：萌えCanちぇんじ!）2011年，文化放送）
- 廣橋涼與相澤舞的Shining Radio！（2012年－2013年，文化放送）[70]
- 舞與杏美的「RADUCAME報道STATION！」DJCD VOL.1（日语：ラジカメSTATION!#舞・杏美の「ラジカメ報道STATION」）（2012年10月29日）※
- RADUCAME STATION+（日语：ラジカメSTATION!#姉妹番組）（2012年，超！A&G+）※
- （2014年－2016年，超！A&G+）※
- Sega硬件女孩的SEGA情報RADIO「Se硬電台」（2016年，超！A&G+）※

#### 廣播劇
- 青山二丁目劇場（日语：青山二丁目劇場）
  - 「今夜就在101號房」（三上玲奈）
  - 「優先席 ～Priority Seat」（麻里香）
  - 「真赤友達」（和美）
  - 「愛」（新川由利子）
  - （阿花）
  - （遙香）
  - 「愛的妙藥」（由紀）
  - 「町底流」（弓束）
  - 「御神酒利 ～苦占」（大嬸）
  - 「占師」（薰）
  - 「2」
- 緊急出動（スクランブル）！J （楓葉·糖漿）
- NHK-FM 青春冒險（日语：青春アドベンチャー）「鬼磨坊」（少女）

#### 廣播CD
- 舞與杏美的（2012年10月29日）

### 廣告
- 大正製藥 Colac（日语：コーラック）（DeNA鹿）

### 影片
- 魔法老師！ 麻帆良學園中等部2-A：一學期特典DVD
- 魔法老師！ 麻帆良學園中等部2-A：入學式DVD
- 魔法老師！ 麻帆良學園中等部2-A：課外活動DVD
- 魔法老師!? Magical X'mas DVD
- ☆!? vol.1
- 大麻帆良祭（日语：大麻帆良祭）（2006年3月29日）
- Princess Festival（日语：Princess Festival）（2007年7月4日）
- 幸運☆星 in 武道館 為你而唱（日语：らき☆すた in 武道館 あなたのためだから）（2009年12月25日）

### 電視節目
- DREAM CREATOR（日语：ドリームクリエイター）（東京電視台：2011年9月11日，第20回嘉賓）
- ！（東京電視台：2012年2月17日）
- 業界用語的基礎知識 壇蜜女學園（日语：業界用語の基礎知識 壇蜜女学園）（2013年3月12日，第10回嘉賓）

### 網路電視
- 松武秀樹（日语：松武秀樹）與相澤舞的『Techno School』（niconico生放送：2011年4月－9月）
- ！presents （niconico生放送：2011年10月1日，節目主持人）
- 相舞「生！」（niconico生放送：2012年9月－）
- 電波研究社（日语：電波ラボラトリー）（2012年9月20日）

### 舞台
- 劇團大富豪番外公演（2009年8月27日－30日，淺草橋即興小劇場，飾演 月江）[71][72]
- 劇團大富豪特別公演「Cage.」（2010年3月24日－28日，中野口袋劇場，飾演 主）[73]
- 劇團大富豪第7回公演「流星」（2011年8月3日－7日，笹塚Factory，飾演 森野櫻）[74][75]
- WAKU企劃Vol.16「yesterday ～今日～」（2011年11月22日－27日，赤坂RED/THEATER，飾演 美穗）[76]
- 東京天線貨櫃第12回正式公演「 彷徨人七人 -起 -」（2013年10月1日－6日，口袋劇場）[77]
- 東京天線貨櫃10週年紀念公演「 彷徨人七人 -承 -」（2014年5月9日－18日，OWL SPOT）[78]
- 東京天線貨櫃第14回正式公演「 High School 改訂版 ～鳴…夏～」（2015年7月15日，19日，吉祥寺劇院）

### 其它
- 聲優閒談
- 初音未來 演唱派對 2011「未來趴」'39s LIVE IN TOKYO（2011年3月9日，Zepp Tokyo）－開幕式
- 讓美少女來教你日本史（近現代）（更科星）
- MUSIC（日语：MUSIC (清竜人のアルバム)）（2012年5月9日）－參加歌曲PV影片的拍攝
- 終焉-Re:write-（2013年3月13日）－負責歌曲演奏間的對白
- NHKド廣播劇「精靈守護者」公式官網 「小小的精靈守護者」（五反田）

## 音樂作品

### 數位單曲
| #   | 發行日期      | 單曲名稱（日文名稱） |
| --- | ------------- | -------------------- |
| 1st | 2012年5月9日  | 只想告訴你（キミニトドケ）       |
| 2nd | 2013年1月30日 |                      |

### 專輯
| 枚數 | 發行日期      | 專輯名稱 | 規格編號   | 規格編號   |
| 枚數 | 發行日期      | 專輯名稱 | 初回限定盤 | 通常盤     |
| ---- | ------------- | -------- | ---------- | ---------- |
| 1st  | 2013年3月27日 | moi      | VIZL-531   | VICL-64014 |

### 商業搭配
| 樂曲 | 商業主打                                            | 時期   |
| ---- | --------------------------------------------------- | ------ |
|      | 電視節目《業界用語的基礎知識 壇蜜女學園》片頭主題曲 | 2013年 |
|      | 電視節目《業界用語的基礎知識 壇蜜女學園》片尾主題曲 | 2013年 |

### 角色歌曲
| 發行日期 | 標題                                                 | 名義 | 曲名                                        | 備註                                            |
| 2004年   | 2004年                                               | 2004年 | 2004年                                      | 2004年                                          |
| -------- | ---------------------------------------------------- | --- | ------------------------------------------- | ----------------------------------------------- |
| 5月1日   | 麻帆良學園中等部2-A 出席號碼之歌                     | 麻帆良學園中等部2-A | 「出席番」                                  | 電視動畫《魔法老師！》相關歌曲                  |
| 12月22日 | 魔法老師 麻帆良學園中等部2-A 3月：文化社4人組        | 文化社4人組 | 「Girls, be ambitious ～～」                | 電視動畫《魔法老師！》相關歌曲                  |
| 2005年   |                                                      | |                                             |                                                 |
| 7月6日   | Happy☆Material（6月度）                              | 麻帆良學園中等部2-A | 「☆」                                       | 電視動畫《魔法老師！》片頭主題曲                |
| 8月3日   | Happy☆Material 31人ver.／給輝煌的你～Peace           | 麻帆良學園中等部2-A | 「☆」 「輝君～Peace」                       | 電視動畫《魔法老師！》片頭主題曲                |
| 2006年   |                                                      | |                                             |                                                 |
| 12月6日  | 魔法老師!? 歌唱之CD（1）                             | 那波千鶴（小林美佐）、村上夏美（相澤舞）                                                                                       | 「！！」                                    | 電視動畫《魔法老師!?》相關歌曲                  |
| 12月15日 | STAR☆REMIND                                          | 嘉依卡（後藤沙緒里）、楓葉（相澤舞）                                                                                           | 「STAR☆REMIND」 「Sugar+Maple=！」          | 廣播劇《J 》主題歌                              |
| 2007年   |                                                      | |                                             |                                                 |
| 1月24日  | 魔法老師!? 1000%BOX                                  | 麻帆良學園中等部3-A | 「1000%SPARKING！」 「A-LY-YA！」           | 電視動畫《魔法老師!?》主題歌                    |
| 9月26日  | 魔法老師!? 精選專輯                                  | 麻帆良學園中等部3-A+涅吉·史普林菲爾德                                                                                          | 「Hello Again」                             | 電視動畫《魔法老師!?》相關歌曲                  |
| 10月31日 | 幸運☆星 角色歌曲 Vol.009 背景搭檔                    | 背景搭檔 | 「“”☆“”」 「背景放題？」                    | 電視動畫《幸運☆星》相關歌曲                     |
| 2008年   |                                                      | |                                             |                                                 |
| 8月27日  | Happy☆Material Return                                | 麻帆良學園中等部3-A | 「☆」                                       | OVA《魔法老師！ ～白之翼 ALA ALBA～》片頭主題曲 |
| 8月27日  | Happy☆Material Return                                | 麻帆良學園中等部3-A | 「輝君」                                    | OVA《魔法老師！ ～白之翼 ALA ALBA～》片尾主題曲 |
| 8月27日  | Happy☆Material Return                                | 麻帆良學園中等部3-A | 「A-LY-YA！」                               | 電視動畫《魔法老師!?》相關歌曲                  |
| 2009年   |                                                      | |                                             |                                                 |
| 2月25日  | 食靈 -零- 角色歌曲 Vol.2 神宮寺菖蒲&二階堂桐         | 神宮寺菖蒲（相澤舞）、二階堂桐（土谷麻貴）                                                                                     | 「Agnus dei」 「Basic mission[about love]」 | 電視動畫《食靈 -零-》相關歌曲                   |
| 5月27日  |                                                      | 日高夢見（相澤舞） | 「」 「smile flower」                       | 電影動畫《天上人與亞克托人最後的戰鬥》主題歌    |
| 2010年   |                                                      | |                                             |                                                 |
| 2月24日  | KIDDY GiRL-AND 角色歌曲 Vol.4 艾莉莎&貝里&Mi Nourose | 艾莉莎（相澤舞）、貝里（堀川千華）、Mi Nourose（白石稔）                                                                       | 「幸」 「未完成」                           | 電視動畫《KIDDY GiRL-AND》相關歌曲              |
| 2011年   |                                                      | |                                             |                                                 |
| 3月9日   | Symphony                                             | buzzG feat.相澤舞 | 「」                                        |                                                 |
| 6月22日  | 網路電台 日常的電台 主題歌曲                         | 相生祐子（本多真梨子）、長野原美緒（相澤舞）、水上麻衣（富樫美鈴）                                                             | 「麻衣三人衆」                              | 電台節目《日常的電台》主題歌曲                  |
| 7月27日  | ？CD1                                                | 人柱京子（相澤舞） | 「Midnight ON AIR」                         | 電視動畫《》片尾主題曲                          |
| 8月10日  | 日常4 萌                                             | 長野原美緒（相澤舞） | 「萌」 「」                                 | 電視動畫《日常》相關歌曲                        |
| 8月24日  | 風約束 -旅立歌-                                      | 涅吉·史普林菲爾德&麻帆良學園中等部3-A                                                                                          | 「風約束 -旅立歌-」                         | 電影動畫《劇場版 魔法老師！ ANIME FINAL》主題歌 |
| 10月5日  | 日常合唱曲                                           | 相生祐子（本多真梨子）、長野原美續（相澤舞）、水上麻衣（富樫美鈴）                                                             | 「」 「Let's search for Tomorrow」          | 電視動畫《日常》片尾主題曲                      |
| 10月5日  | 日常合唱曲                                           | 相生祐子（本多真梨子）、長野原美續（相澤舞）、水上麻衣（富樫美鈴）、東雲名乃（古谷靜佳）、博士（今野宏美）、阪本先生（白石稔） | 「」                                        | 電視動畫《日常》片尾主題曲                      |
| 11月23日 | 未日記 Vol.1 ～因果律～                              | 雨流美彌彌（相澤舞） | 「真似見事」                                | 電視動畫《未來日記》相關歌曲                    |
| 2012年   |                                                      | |                                             |                                                 |
| 5月23日  | 時世界 ～Tokisekai～/軟惚惚的魔法                    | 亞梅兒（伊藤加奈惠）、妮莉絲（相澤舞）、艾雅莉（三上枝織）                                                                     | 「時世界 ～～」 「」                        | 電視動畫《光明之心 ～幸福的麵包～》主題歌       |
| 9月19日  | Ghost Trail Reveries                                 | buzzG feat.相澤舞 | 「」                                        |                                                 |
| 2014年   |                                                      | |                                             |                                                 |
| 10月29日 | two-Dimension's Love                                 | denk！girls（高森奈津美、津田美波、竹達彩奈、相澤舞）                                                                          | 「two-Dimension's Love」 「目女子力」       | 電視動畫《電器街的漫畫店》片尾主題曲            |
| 11月12日 | 東京ESP 角色歌曲專輯 歌唱ESP                         | 黑井小節（相澤舞） | 「Fist of Pride」                           | 電視動畫《東京ESP》相關歌曲                     |
| 12月3日  | DENK！SONGS1                                         | 相機子（相澤舞） | 「☆」                                       | 電視動畫《電器街的漫畫店》相關歌曲              |
| 2015年   |                                                      | |                                             |                                                 |
| 9月23日  | 終焉 -Re:act-                                        | D音（相澤舞） | 「猿椅子盗」                                | 《終焉之栞》相關歌曲                            |

## 腳註

## 外部連結
- 相澤舞｜青二Production （日語）
- （日語）—（舊）相澤舞的官方個人部落格。
- 相澤舞的X（前Twitter） （日語）
- （日語）—（新）相澤舞的官方個人部落格。
- 相澤舞｜Victor Entertainment （页面存档备份，存于） （日語）